# Gerónimo Giménez
Gerónimo Giménez y Bellido (Sevilla, 10 de octubre de 1852 – Madrid, 19 de febrero de 1923) fue un compositor y director de orquesta español. Se dedicó fundamentalmente a la composición de zarzuelas, dejando títulos destacados en el repertorio como La tempranica o La boda de Luis Alonso.

## Biografía
Se inició con su padre en los estudios musicales y después continuó en Cádiz, con Salvador Viniegra. Fue un niño prodigio, que a los 12 años ingresó como primer violín del Teatro Principal de Cádiz. Con 17 años ya era director de una compañía de ópera y zarzuela y debutó como director en Gibraltar con la ópera Safo de Giovanni Pacini.

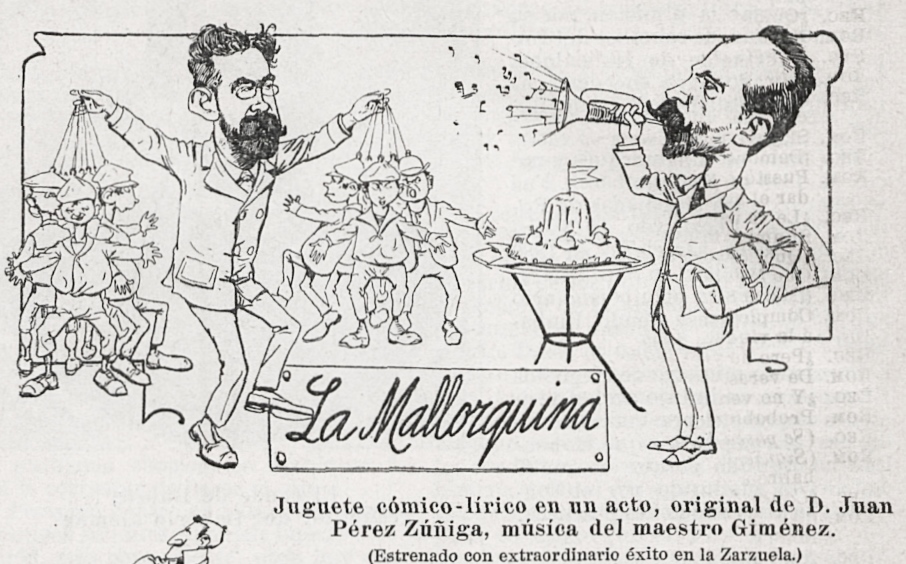
Caricaturizado por Tovar junto a Juan Pérez Zúñiga (1900) con motivo del estreno de La Mallorquina

Se trasladó a París en goce de una beca para estudiar violín con Jean-Delphin Alard y composición con Ambroise Thomas; allí obtuvo el primer premio de armonía y contrapunto. Más tarde, viajó a Italia y luego se instaló en Madrid. En el año 1885 se le nombró director del Teatro Apolo de Madrid y poco después director del Teatro de la Zarzuela. Ruperto Chapí le encargó el estreno de su zarzuela El Milagro de la Virgen, y también estrenó La bruja. Inmediatamente fue nombrado director de la Sociedad de Conciertos, cargo que ocupó durante 12 años. Desde esta posición realizó una importante tarea de difusión de la música sinfónica contemporánea, contribuyendo a incrementar la afición filarmónica madrileña. Según Carlos Gómez Amat «los que le vieron dirigir nos han transmitido el recuerdo de unas ejecuciones de gran fuerza y entusiasmo [...], con una mímica imperceptible que conseguía aquello que quería de la orquesta».
Compuso mucho, frecuentemente con rapidez y sobre libretos de calidad más bien dudosa. Pero también colaboró con los mejores autores de sainete de la época: Ricardo de la Vega, Carlos Arniches, Serafín, Joaquín Álvarez Quintero y Francisco Javier de Burgos y Larragoiti. También colaboró con Amadeo Vives, quien calificó a Giménez de «músico del garbo», por su sentido rítmico y su fácil melodismo. 
En 1896 compuso El mundo comedia es, o El baile de Luis Alonso sobre un texto ya estrenado pero sin música de Javier de Burgos. A raíz de este éxito musicalizó otro sainete del mismo autor con los mismos personajes, que se convertiría en una de sus obras más célebres: La boda de Luis Alonso o La noche del encierro (1897). Esta segunda parte, que como excepción obtuvo más éxito que la primera, no es una continuación de su argumento, sino que se trata una situación anterior en el tiempo. De ambas han perdurado los popularísimos intermezzos.
Quizá La tempranica es su obra más ambiciosa y mejor conseguida. Se estrenó en el Teatro de la Zarzuela el 19 de septiembre de 1900; fue compuesta sobre el texto de Julián Romea. Giménez consigue combinar hábilmente momentos de un intenso lirismo con otros en los que estalla el elemento popular, y que en palabras de Gómez Amat «es una zarzuela con todas las virtudes del género y ninguno de sus defectos». Además, se ha puesto de manifiesto la influencia de Giménez en el sinfonismo de Manuel de Falla, Joaquín Turina y otros compositores españoles posteriores. La conexión estilística entre ciertos momentos de La tempranica y la posterior ópera de Manuel de Falla, La vida breve, resulta evidente para cualquier melómano. La influencia de esta zarzuela es indiscutible: José Padilla la dirigió para orquesta, Federico Moreno Torroba la transformó en ópera, musicando las partes habladas; y, Joaquín Rodrigo compuso el año 1939 una obra homenaje Homenaje a La Tempranica, con una parte solista de castañuelas.
Al final de su vida se encontró en una precaria situación económica, agravada por haber sido rechazado en su intento de acceder a una cátedra del Conservatorio de Madrid. Murió en Madrid, el 19 de febrero de 1923.

## Obras
- 1878 • Las niñas desenvueltas, zarzuela, 1 acto — libreto: Enrique Arango y Alarcón (en colaboración con Ruperto Chapí).
- 1885 • El vermouth de Nicomedes, zarzuela, 1 acto — libreto: Vicente García Valero.
- 1886 • A mata caballo, zarzuela, 1 acto — libreto: Vicente García Valero.
- 1887 • Caballeros en plaza, pasillo cómico-lírico, 1 acto — libreto: Fiacro Yrayzoz.
- 1887 • ¡Ya soy propietario!, zarzuela, 1 acto — libreto: Eduardo Navarro Gonzalvo.
- 1887 • El esclavo, zarzuela, 1 acto — libreto: Enrique Prieto y Joaquín Barberá.
- 1888 • Escuela modelo, zarzuela.
- 1889 • La tiple, zarzuela.
- 1890 • Tannhauser el estanquero, zarzuela, 1 acto — libreto: Eduardo Navarro Gonzalvo.
- 1890 • La república de Chamba, zarzuela, 1 acto — libreto: Sinesio Delgado.
- 1890 • Tannhauser cesante, zarzuela, 1 acto — libreto: Eduardo Navarro Gonzalvo.
- 1890 • Trafalgar, zarzuela, 2 actos — libreto: Javier de Burgos y Larragoiti.
- 1891 • ¡Pero cómo está Madrid!, zarzuela.
- 1892 • La cencerrada, zarzuela, 1 acto — libreto: Guillermo Perrín y Miguel de Palacios.
- 1892 • El hijo de su excelencia, zarzuela, 1 acto — libreto: Luis Mariano de Larra y M. Gullón
- 1892 • La madre del cordero, zarzuela, 1 acto — libreto: Fiacro Yrayzoz.
- 1892 • El ventorrillo del Chato, zarzuela.
- 1893 • Candidita, zarzuela, 1 acto — libreto: Javier de Burgos y Larragoiti.
- 1893 • La mujer del molinero, zarzuela, 1 acto — libreto: Fiacro Yrayzoz.
- 1893 • Los voluntarios, zarzuela, 1 acto — libreto: Fiacro Yrayzoz.
- 1894 • Viento en popa, zarzuela, 1 acto — libreto: Fiacro Yrayzoz.
- 1895 • La sobrina del sacristán, zarzuela.
- 1895 • De vuelta del vivero, madrileña, 1 acto — libreto: Fiacro Yrayzoz.
- 1896 • Las mujeres, sainete lírico — libreto: Burgos y Larragoiti.
- 1896 • El mundo comedia es o El baile de Luis Alonso, zarzuela, 1 acto — libreto: Javier de Burgos y Larragoiti.
- 1897 • Aquí va a haber algo gordo, o La casa de los escándalos, sainete lírico — libreto: Ricardo de la Vega.
- 1897 • La boda de Luis Alonso, o La noche del encierro, zarzuela, 1 acto — libreto: Burgos y Larragoiti y Manuel López-Quiroga Miquel.
- 1897 • La guardia amarilla, zarzuela, 1 acto — libreto: Carlos Arniches y Celso Lucio.
- 1899 • Amor engendra desdichas, o El guapo y el feo y verduleras honradas, zarzuela — libreto: Ricardo de la Vega.
- 1899 • Los borrachos, zarzuela, 1 acto — libreto: Serafín y Joaquín Álvarez Quintero.
- 1899 • La familia de Sicur, sainete lírico, 1 acto — libreto: Javier de Burgos y Larragoiti.
- 1900 • La noche de la tempestad, zarzuela, 1 acto — libreto: Fiacro Yrayzoz.
- 1900 • Joshé Martín, el tamborilero, zarzuela, 1 acto — libreto: Fiacro Yrayzoz.
- 1900 • La tempranica, zarzuela, 1 acto — libreto: Julián Romea.
- 1901 • El barbero de Sevilla, zarzuela, 1 acto — libreto: Guillermo Perrín y Miguel de Palacios (con la colaboración de Manuel Nieto (1844–1915)).
- 1901 • Correo interior, zarzuela (con la colaboración de Manuel Nieto y Guillermo Cereceda (1844–1919)).
- 1901 • Enseñanza libre, apropósito-cómico, 1 acto — libreto: Guillermo Perrín y Miguel de Palacios.
- 1901 • Los timplaos, zarzuela, 1 acto — libreto: Ricardo Blasco y Carlos Fernández Shaw.
- 1902 • María del Pilar, zarzuela, 3 actos — libreto: Francisco Flores García y Gabriel Briones.
- 1902 • El morrongo, zarzuela.
- 1902 • La torre del oro, zarzuela, 1 acto — libreto: Guillermo Perrín y Miguel de Palacios.
- 1903 • La camarona, zarzuela, 1 acto — libreto: Guillermo Perrín y Miguel de Palacios.
- 1903 • El general, zarzuela, 1 acto — libreto: Guillermo Perrín y Miguel de Palacios.
- 1903 • La morenita, zarzuela, 1 acto — libreto: Guillermo Perrín y Miguel de Palacios.
- 1903 • La visión de Fray Martín, zarzuela.
- 1904 • Cuadros al fresco, zarzuela.
- 1904 • El húsar de la guardia, zarzuela, 1 acto — libreto: Guillermo Perrín y Miguel de Palacios (con la colaboración de Amadeo Vives (1871–1932)).
- 1904 • Los pícaros celas, sainete lírico, 1 acto — libreto: Carlos Arniches y Carlos Fernández Shaw.
- 1904 • La sequía, zarzuela.
- 1905 • El amigo del alma, humorada lírica, 1 acto — libreto: J. Torres y C. Cruselles (con la colaboración de Amadeo Vives).
- 1905 • El arte de ser bonita, pasatiempo lírico — libreto: Antonio Paso y J. Prieto, con la colaboración de Amadeo Vives.
- 1905 • Cascabel, zarzuela.
- 1905 • Las granadinas, zarzuela, con la colaboración de Amadeo Vives.
- 1905 • Los guapos, zarzuela.
- 1905 • ¡Libertad!, zarzuela, 3 actos — libreto: Guillermo Perrín y Miguel de Palacios, con la colaboración de Amadeo Vives.
- 1906 • El diablo verde, zarzuela con la colaboración de Amadeo Vives.
- 1906 • La gatita blanca, humorada lírica, 1 acto — libreto: José Jackson Veyán y Jacinto Capella, con la colaboración de Amadeo Vives.
- 1906 • El golpe de estado, opereta, 1 acto — libreto: Anastasio Melantuche y Santiago Oria, con la colaboración de Amadeo Vives.
- 1906 • El guante amarillo, zarzuela, 1 acto — libreto: José Jackson Veyán y Jacinto Capella, con la colaboración de Amadeo Vives.
- 1906 • La Machaquito, zarzuela, 1 acto — libreto: Luis Mariano de Larra y Jacinto Capella, con la colaboración de Amadeo Vives.
- 1906 • La marcha real, zarzuela (con la colaboración de Amadeo Vives).
- 1906 • La venta de la alegría, zarzuela.
- 1907 • La antorcha del himeneo, zarzuela.
- 1907 • Cinematógrafo nacional, revista cómico-lírica, 1 acto — libreto: Guillermo Perrín y Miguel de Palacios.
- 1907 • El príncipe real, zarzuela.
- 1908 • A.B.C., fantasía cómico-lírica de gran espectáculo, 1 acto — libreto: Guillermo Perrín y Miguel de Palacios.
- 1908 • Las dos rivales, zarzuela.
- 1908 • La eterna revista, zarzuela, 1 acto — libreto: Ramón Asensio Mas y Jacinto Capella (con la colaboración de Ruperto Chapí).
- 1908 • El grito de independencia, zarzuela.
- 1908 • La leyenda mora, zarzuela.
- 1908 • El trust de las mujeres, zarzuela.
- 1909 • Las mil y pico de noches, zarzuela, 1 acto — libreto: Guillermo Perrín y Miguel de Palacios.
- 1909 • El patinillo, zarzuela, 1 acto — libreto: Serafín y Joaquín Álvarez Quintero.
- 1909 • Pepe el liberal, sainete lírico, 1 acto — libreto: Guillermo Perrín y Miguel de Palacios.
- 1911 • Los juglares, poema escénico, 2 actos — libreto: Carlos Fernández Shaw y Ramón Asensio Mas
- 1911 • Lirio entre espinas, zarzuela.
- 1911 • La suerte de Isabelita, zarzuela, 1 acto, en colaboración con Rafael Calleja Gómez — libreto: Gregorio Martínez Sierra.
- 1911 • La familia real, opereta 2 actos, en colaboración con Rafael Calleja Gómez — libreto: Gregorio Martínez Sierra.
- 1911 • Los viajes de Gulliver, zarzuela, 3 actos — libreto: Antonio Paso y Joaquín Abati, con la colaboración de Amadeo Vives.
- 1912 • Los ángeles mandan, zarzuela.
- 1911 • El coche del diablo, zarzuela.
- 1912 • El cuento del dragón, zarzuela, 1 acto — libreto: Juan Pont y Luis Linares Becerra.
- 1912 • Las hijas de Venus, zarzuela.
- 1912 • Los hombres que son hombres, sainete, 2 actos — libreto: Julián Moyrón.
- 1913 • Ovación y oreja, zarzuela.
- 1913 • El príncipe Pío, zarzuela.
- 1914 • El gran simulacro, zarzuela.
- 1914 • Malagueñas, zarzuela, 1 acto — libreto: Gonzalo Cantó y Rafael Santa Ana.
- 1914 • El ojo de gallo, zarzuela
- 1915 • Las castañuelas, zarzuela, 1 acto — libreto: Guillermo Perrín y Miguel de Palacios.
- 1915 • Cine fantomas, zarzuela.
- 1915 • La pandereta, zarzuela.
- 1915 • La última, opereta.
- 1915 • Ysidrin, o Las cuarenta y nueve provincias, zarzuela.
- 1916 • La embajadora, zarzuela, 3 actos — libreto: Antonio Fernández Lepina y Ricardo Gonzáles de Toro.
- 1916 • La Eva ideal, zarzuela.
- 1916 • La guitarra del amor, Fantasía musical, 1 acto, en colaboración con Amadeo Vives, Reveriano Soutullo, Tomás Bretón, Pablo Luna, Rafael Calleja Gómez, Tomás Barrera, Ricardo Villa y Enrique Bru — libreto: Guillermo Perrín y Miguel de Palacios.
- 1917 • La costilla de Adán, fantasía cómico-lírica, 1 acto — libreto: Julián Moyrón y Ricardo Gonzáles de Toro.
- 1917 • Esta noche es Nochebuena, zarzuela - libreto: José Ramos Martín.
- 1917 • El Zorro, zarzuela.
- 1918 • Abejas y zánganos, humorada cómico-lírica, 1 acto — libreto: José Ramos Martín y Emilio Ferraz Revenga.
- 1918 • La bella persa, zarzuela
- 1918 • Tras Tristán, zarzuela, 1 acto — libreto: José Ramos Martín.
- 1919 • La España de la alegría, zarzuela — música: José Padilla.
- 1919 • El gran Olavide, zarzuela.
- 1919 • Soleares, zarzuela, 1 acto — libreto: José Ramos Martín.
- 1920 • La cortesana de Omán, zarzuela.
- 1920 • Ardid de guerra, zarzuela.
- 1920 • El estudiante de maravillas, zarzuela.
- 1920 • Las figuras de cera, zarzuela.
- 1920 • Los húngaros, zarzuela.
- 1920 • Panorama nacional, zarzuela.
- 1920 • Peluquero de señoras, zarzuela.
- 1920 • La puerta del infierno, zarzuela.
- 1920 • Un viaje de los demonios, zarzuela.

### Música de cámara
- Tres cadencias para el concierto para violín y orquesta de Ludwig van Beethoven, para violín